# د نپتونز
د نپتونز (انگلیسی: The Neptunes) یک گروه تهیه موسیقی دونفره متشکل از فارل ویلیامز و چد هوگو است. این گروه دونفره در سال ۱۹۹۰ در ویرجینیا بیچ، ویرجینیا تشکیل شد. در سال ۲۰۰۹، بیلبورد نپتونز را در لیست ۱۰ تهیه‌کننده برتر دهه در رتبه اول قرار داد. در سال ۲۰۲۰ اعلام شد که نپتونز به تالار مشاهیر ترانه‌سرایی راه پیدا می‌کند.
این گروه با هنرمندان برجسته‌ای همچون بریتنی اسپیرز، جی-زی، جاستین تیمبرلیک، آشر، بیانسه، نلی، گوئن استفانی و اسنوپ داگ همکاری داشته‌است.